# Jiquilpan (Chiapas)
Jiquilpan es una localidad del estado mexicano de Chiapas. Es parte del municipio de Acapetahua.

## Toponimia
El nombre «Jiquilpan» proviene de los términos en náhuatl xiquil, planta de añil; pan, lugar. Su significado es «lugar de plantas de añil».

## Demografía
| Gráfica de evolución demográfica |
|                                  |

| Censo | Población |
| ----- | --------- |
| 1990  | 1 061     |
| 2000  | 977       |
| 2010  | 1 119     |
| 2020  | 1 097     |